# Alhucemas-eilanden
De Alhucemas-eilanden (Spaans: Islas Alhucemas; Arabisch: Djuzur 'Alhucemas) zijn een kleine archipel die bij Spanje hoort en voor de noordkust van Marokko ligt.
De archipel wordt gevormd door het rotseilandjes Peñón de Alhucemas en de twee onbewoonde eilandjes Isla de Tierra en Isla de Mar. Ze liggen ongeveer 155 km ten oosten van de Spaanse exclavestad Ceuta en 100 km ten westen van de eveneens Spaanse stad Melilla; De twee onbewoonde eilanden liggen ten zuidwesten van de Peñón, op respectievelijk 800 en 900 meter afstand en op slechts 50 meter van de kustlijn.
Isla de Tierra, het dichtstbijzijnde eiland bij de Marokkaanse kust, is 1,7 hectare groot; Isla de Mar 1,4 ha. De eerste reikt 11 meter boven zeeniveau, de tweede 4 meter.
Peñón de Alhucemas heeft een garnizoen van 350 Spaanse soldaten.